# Descalza camina
"Descalza camina" es una canción compuesta por el músico argentino Luis Alberto Spinetta y Héctor "Pomo" Lorenzo, incluida en su primer álbum solista Spinettalandia y sus amigos de 1971.
El tema está cantado por Spinetta acompañado solo de dos guitarras acústicas, ejecutadas por él y Pomo.

## Contexto
Luego de la separación de Almendra en septiembre de 1970, Spinetta vivía una etapa de definición estética y de vida que él mismo considera su «etapa más oscura» y «caótica». Se había roto su relación con Cristina Bustamante, de la que estaba profundamente enamorado y se involucró fuertemente con un grupo de músicos y personas del ambiente artístico, con alto consumo de drogas, que le resultaría muy costoso emocionalmente. En ese grupo se destacaba Pappo, con quien Spinetta estableció una relación de mucha admiración y afecto, que terminaría en ese momento con un fuerte resentimiento mutuo, aunque luego se atenuó con el paso de los años.
Pappo expresaba un modo "pesado" de asumir el rock y la vida, basado en el blues, que se oponía al camino comercial que el éxito y la fama de Almendra le ofrecían a Spinetta, impulsado por la empresa discográfica RCA. Spinetta rechazó radicalmente el camino comercial y entró de lleno al círculo de Pappo y el sello Mandioca. En la segunda mitad de 1970 Pappo y Spinetta llegaron a formar un trío blusero con el nombre de Agresivos, en el que Luis Alberto tocaba el bajo y al cual se sumó Héctor "Pomo" Lorenzo, en batería. Intentó formar también una banda con Edelmiro Molinari, Pomo Lorenzo y Carlos Cutaia con el nombre de Tórax.

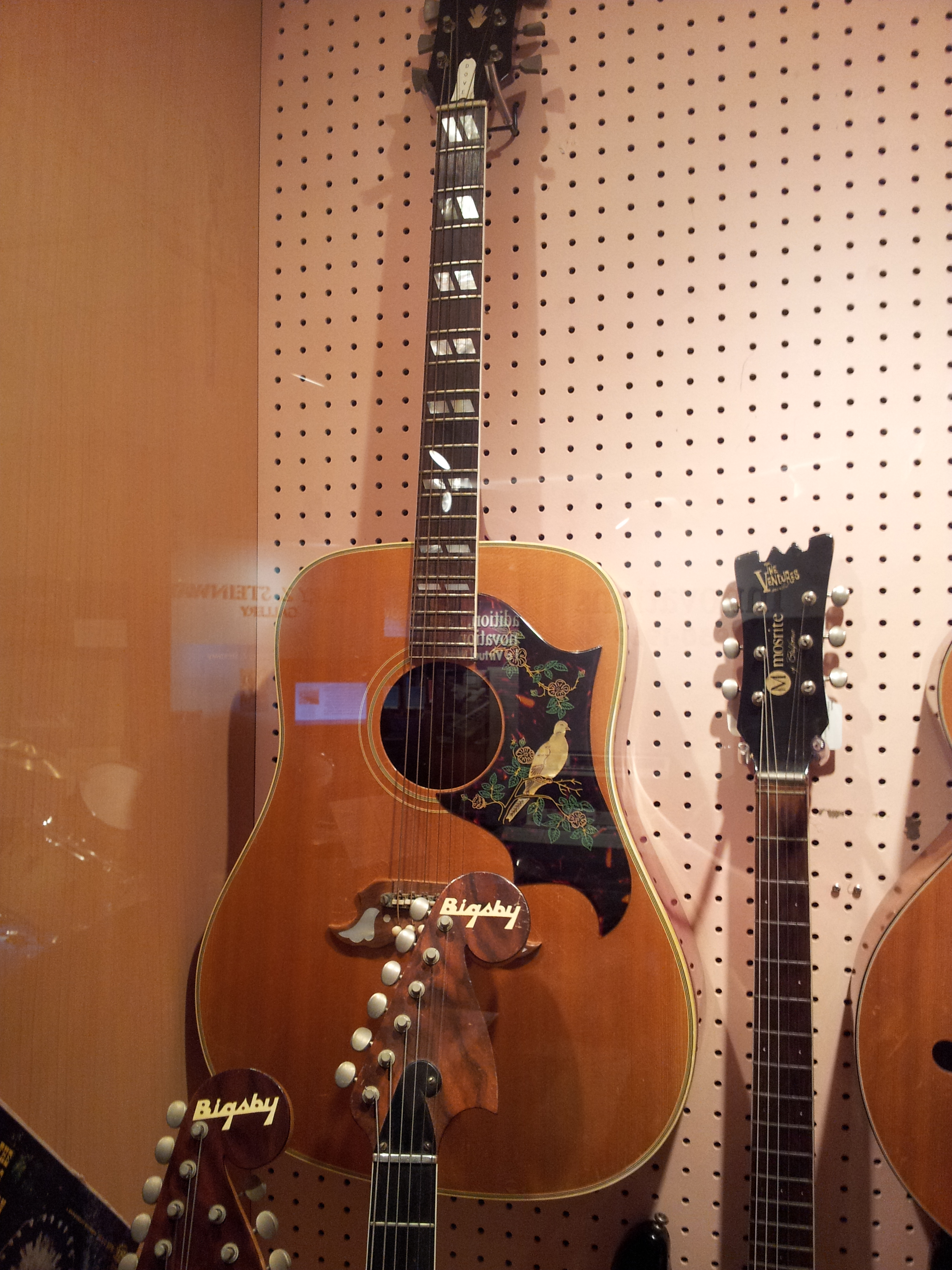
Guitarra acústica Gibson Dove idéntica a la que Spinetta usó en Almendra y Spinettalandia. "Para mí era una forma de mostrarle a Pappo que no existían solamente las guitarras con el volumen al mango".

En ese momento Spinetta decidió grabar Spinettalandia y sus amigos, su primer álbum solista. Lo hizo justamente con Pappo y Pomo Lorenzo, sumando también a Miguel Abuelo en algunos temas. El álbum expresa ese momento de opción estética y de vida que le estaba proponiendo Pappo, dilema que es el eje del tema de Papo "Castillo de piedra". El disco, a la vez de ser un experimento sobre música aleatoria -algo que Spinetta ya deseaba hacer con Almendra-, fue también un castigo para la opción comercial con que lo presionaba la empresa discográfica RCA, que lo intimaba a cumplir con el tercer álbum comprometido en el contrato firmado para Almendra. Spinetta decidió entonces hacer un «antidisco», "que no se lo pudieran vender a nadie", como él mismo lo definió.
La grabación se realizó en 30 horas consecutivas de estudio durante el mes de febrero de 1971, con una gran cantidad de invitados y personas amigas en el estudio, sin cuidar de hacer silencio, con las letras siendo escritas ahí mismo.

Yo quería hacer un ritual: realizar músicas en estado casi tribal.
Luis Alberto Spinetta

Las drogas -en especial el ácido lisérgico (LSD)- el sexo y el hippismo, íntimamente ligados a la psicodelia, jugaron también un papel importante en esa época de Spinetta y de su relación estrecha con Pappo y el grupo de Mandioca, que se nota tanto en Spinettalandia y sus amigos, como en el álbum anterior, el último de Almendra. Fueron precisamente los dos invitados principales de Spinetta en el álbum, Pappo y Miguel Abuelo, quienes comenzaron a evidenciar en sus canciones el efecto de las drogas. Por su parte, en Spinetta, el LSD acentuó el surrealismo al que él había adherido desde un inicio:

Está claro que los ácidos estimularon el surrealismo. Y que Javier Martínez (Manal) y Edelmiro Molinari (Color Humano) llevaron esas imágenes al rock de castellano, lo inventaron como poesía, plantea el guitarrista glam Carca. Manuel Moretti, voz de Estelares, agrega: 'En esa época hubo todo un coletazo de las teorías psicoanalíticas, surrealistas y hippies que venían trabajando desde antes y que planteaban la apertura de la conciencia hacia otros estadios'. Quizás una buena síntesis de toda aquel cúmulo de información y posibilidades haya sido Spinettalandia y amigos, un álbum subestimado en su momento que sin embargo logró convertir una restricción (la obligación de entregar una grabación por contrato) en oportunidad alquimista: diseminar la luminosidad del Flaco entre los arrebatos hendrixeanos de Pappo. El encuentro no volvería a repetirse.

RCA lanzó el disco en marzo de 1971, pero la empresa no respetó el diseño de tapa ni el título original y lo tituló sucesivamente Almendra, Luis Alberto Spinetta y La búsqueda de la estrella, lo que llevó a un juicio de los ex Almendra que perdió la discográfica, debido a lo cual lo retiró del mercado. Recién en 1995 el álbum sería publicado por la empresa Sony tal como fue concebido originalmente. 
Luego de grabar el disco Spinetta le regaló su apreciada guitarra acústica a Pappo, buscando transmitirle que él estaba buscando otro estilo artístico y de vida, que no fuera el del negocio musical y la fama, pero tampoco el de "sexo, drogas y rock and roll" y la negatividad:

Le regalé a Pappo mi guitarra 'Dow' (sic)... con la que compuse las canciones más hermosas que hice para Almendra... Para mí era una forma de mostrarle a Pappo que no existían solamente las guitarras con el volumen al mango. Que así como él me había inculcado algo de esa dureza del rock pesado, y la mano, copar y todo eso, por otro lado yo trataba de demostrarle que existía una fuente de ternura que él no podía ignorar.
Luis Alberto Spinetta.

Spinetta se enteraría después que Pappo vendió la guitarra que le había regalado. El 18 de marzo de 1971 se fue con Pomo y dos chicas a un viaje con destino indeterminado que abarcó Brasil, Estados Unidos y Europa durante seis meses. A la vuelta formaría Pescado Rabioso.